# 藤原顕雅
藤原 顕雅（ふじわら の あきまさ）は、鎌倉時代中期の公卿。藤原北家勧修寺流、参議・藤原親房の三男。官位は正二位・参議。

## 経歴
寛元4年（1246年）、後嵯峨上皇の院司として蓮華王院の損色の検分に当たる。建長7年（1255年）に従三位・治部卿に任じ、正元元年（1259年）には後鳥羽天皇陵への遣使も務めているが、文応元年（1260年）に参議を一旦罷免されるという経験もしている（同年中に還任）。
弘安4年（1281年）に出家（法名は准心）し、同年、薨去。享年76。